# Estación Parral
La Estación Parral Pablo Neruda es una estación ferroviaria que se ubica en la comuna chilena de Parral en la Región del Maule. Actualmente posee el servicio de pasajeros denominado Tren Chillán-Estación Central. Fue bautizada en honor al poeta chileno, Pablo Neruda, nacido en dicha localidad.

## Historia
Fue construida junto con la unión de la vía del FC Talcahuano - Chillán y Angol con el FC Santiago - Curicó, en 1874. Luego pasó a formar parte de la Red Sur de Ferrocarriles del Estado, y es parte del Troncal Sur. El 23 de octubre de 1923 se autorizan los trabajos para la construcción de la cubierta-abrigo para el andén de la estación.
Fue cabecera del ramal Parral-Cauquenes inaugurado en 1897, a cual quedó en desuso en 1974.
En el año 2001, su edificio estación fue remodelado para el nuevo servicio TerraSur Chillán. Durante este mismo año, se realizó un viaje especial llamado El Tren de la Poesía, en honor al poeta Pablo Neruda; la actividad se realiza de forma constante para celebrar el cumpleaños del poeta, en particular durante 2004, cuando es su centenario. El nombre oficial es Estación de Parral Pablo Neruda.

## Servicios
- Es detención de TerraSur, con varias frecuencias hacia Chillán y Santiago.[6]